# Teno Alto
Teno Alto ist ein Ort auf der Insel Teneriffa im Teno-Gebirge in der Gemeinde Buenavista del Norte mit 78 Einwohnern (Stand 2013). 

## Feste und Folklore
In Teno Alto wird jährlich im zweiten Septemberwochenende ein Fest zu Ehren der lieben Frau von Candelaria und zu Ehren des Schutzpatrons des Ortes, des heiligen Hieronymus, gefeiert. Dadurch, dass Teno Alto auf Grund seiner fehlenden Straßenanbindung bis 1972 teilweise von der spanischen Infrastruktur abgeschnitten war, haben sich in dort viele Traditionen und Bräuche bis in die Gegenwart erhalten.

## Infrastruktur
Teno Alto ist über einen Abzweig der Straße TF-436, die Santiago del Teide über Masca mit Buenavista del Norte verbindet, zu erreichen.